# Абатство Воберн
51°58′59″ пн. ш. 0°35′48″ зх. д. / 51.98295° пн. ш. 0.596719° зх. д.
Абáтство Вóберн (англ. Woburn Abbey) ― резиденція графа Бедфорда з XVI століття, розташована у графстві Бедфордшир. На території абатства працює заповідник, сафарі парк та гольфклуб. Маєток відкритий для туризму, але тимчасово знаходиться на реконструкції.

## Історія
Будівлю було закладено у 1145 році як цистеріанське абатство та у 1547 році воно було передане королем Англії Генріхом VIII у володіння першому графу Бедфорда. За вийнятком північної частини маєток було повністю перебудовано у 1746 році.
Під час Другої світової війни на території Вобернського абатства функціонував госпіталь для військових.

У 1953 році 13-й герцог Бедфордський відмовився від податків, як основного джерела прибутку та відкрив замок для загалу. Це переорієнтувало маєток на заробіток з туризму та зробило з нього туристичну атракцію відому в Англії та у всьому світі. 

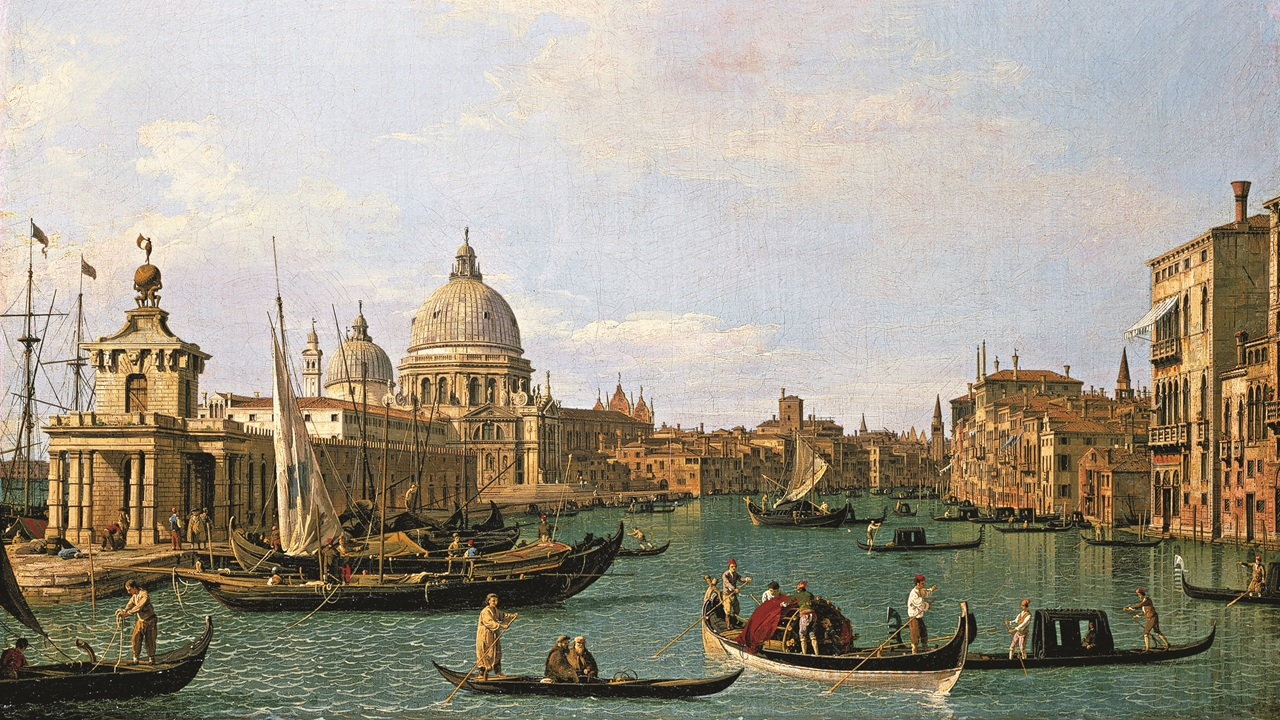
Картина Каналетто з колекції абатства

## Колекція
В абатстві знаходиться одна з найбільших приватних колекцій шедеврів світового мистецтва яка налічує більш ніж 250 картин. Колекція має 24 твори Каналетто, 10 творів Ван Дайка, а також роботи інших видатних митців таких як Дієго Веласкес, Рембрандт, Нікола Пуссен, Джошуа Рейнольдс та інші.  Також в інтер'єрах маєтку представлено меблі різних епох, порцеляна та столове срібло.
На період реставрації колекція творів мистецтв була передана для експозиції у різних музеях Великої Британії та США. Всі 24 картини Каналетто тимчасово представлені у Національноіу морському музеї у Лондоні.

## Парк
Парк площею 5 тис. акрів простягається до містечок Husborne Crawley, Steppingley та Eversholt. На його території знаходяться декілька озер та велика кількість зелених насаджень, що створює умови для розведення та збереження багатьох різновидів оленів.
У 1986 році парк було віднесено до реєстру історичних парків та садів Англії з особливим історичним значенням.
Також на території Ворбернського абатства з 1970 року працює сафарі парк де створено заповідник для збереження рідкісних та тварин на межі зникнення. Станом на 2022 рік він налічує понад 1000 диких та екзотичних тварин. Серед них можна побачити левів, тигрів, жираф, ведмедів, диких коней тощо. Подібно іншим сафарі паркам відвідувачі можуть проїхатися заповідником у спеціальних машинах та познайомитись з життям тварин у природному середовищі.

## У популярній культурі
Приміщення абатства та його прилеглі території слугували декораціями до багатьох фільмів. Зокрема його можна побачити у шостому епізоді четвертого сезону британського телесеріалу «Корона».